# Édouard Ngirente
Édouard Ngirente (Ruanda, 1973) és un economista i polític de Ruanda. És el primer ministre de Ruanda, des del 30 d'agost de 2017, nomenat pel president de Ruanda, Paul Kagame.
Va estudiar a la Universitat Nacional de Ruanda, on es va graduar amb una llicenciatura en economia i estadística. Va seguir amb un màster en economia de la mateixa institució. També té un doctorat en economia atorgat per la Universitat Catòlica de Lovaina a Bèlgica.
Va impartir conferències a la Universitat Nacional de Ruanda fins al 2010. Va ser nomenat director general encarregat de planificació al Ministeri de Finances i Planificació Econòmica. Va ser ascendit a conseller sènior en el mateix ministeri al cap d'un any. El 30 de març de 2011, el Consell de Ministres li va atorgar un permís indefinit per prendre una nomenament com a assessor sènior del director executiu del Banc Mundial a Washington. Va ser nomenat primer ministre el 30 d'agost de 2017.